# Estação Chácara Klabin
A Estação Chácara Klabin é uma das estações das linhas 2–Verde e 5–Lilás (sendo terminal atual da última) do Metrô de São Paulo. Inaugurada em 9 de maio de 2006, está localizada na Rua Vergueiro, no bairro Chácara Klabin, distrito de Vila Mariana.

## História

### Estação da Linha 2

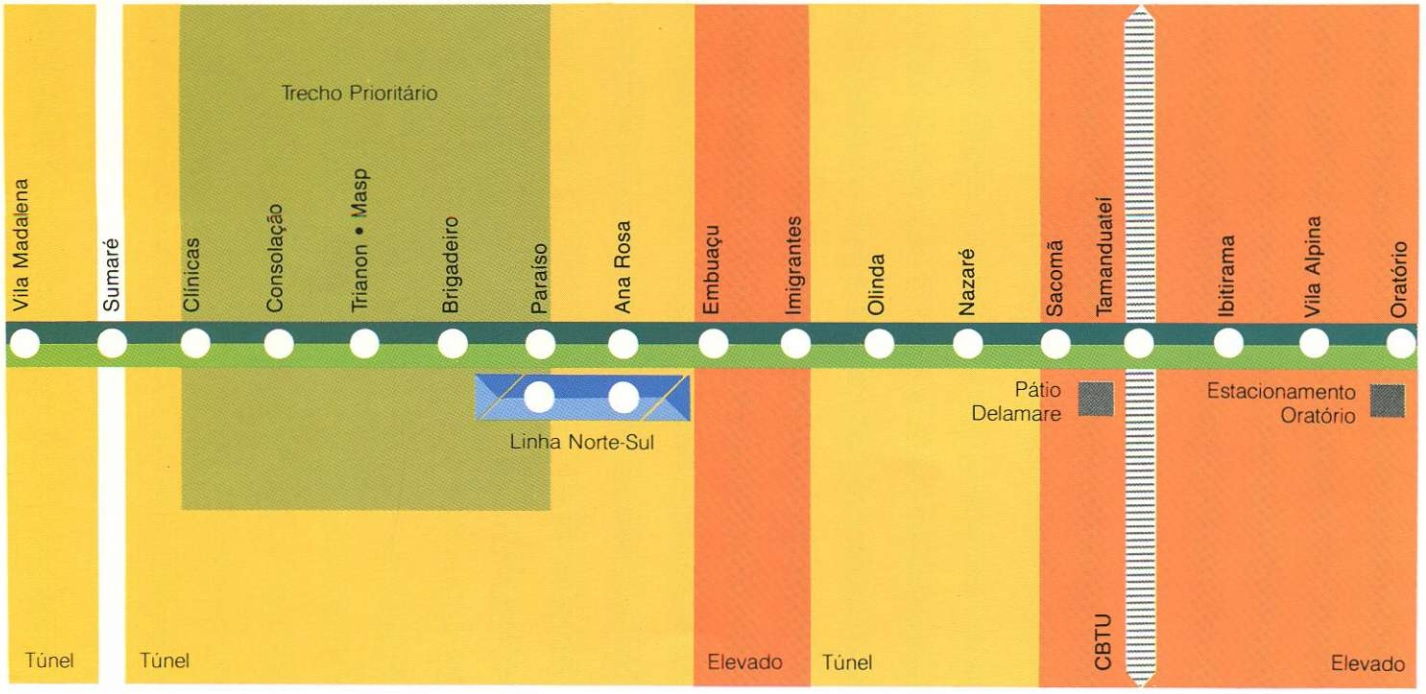
Mapa da Linha Paulista (1989), com a estação Embuaçu

O primeiro projeto para uma estação na região surgiu no final da década de 1980, quando a Cia. do Metropolitano revisou o projeto da Linha Paulista, realizado em 1980. Até então, a Linha Paulista teria nesse trecho três estações de integração (Paraíso, Ana Rosa e Vila Mariana) e entre Vila Mariana e Imigrantes não haveria estação. Com a alteração nos planos, a integração em Vila Mariana foi cancelada, e uma nova estação (Embuaçu) surgiu entre Ana Rosa e Imigrantes.
O governo Fleury anunciou o lançamento do edital de construção do trecho Ana Rosa–Oratório da Linha Paulista em 1991, prevendo a construção da Estação Embuaçu, em posição elevada.
A Cia. do Metropolitano contratou a empresa Setepla Tecnometal para realizar o projeto executivo da estação e as empresas Odebrecht (atual OEC) e Queiroz Galvão, em 1991, para realizar as obras do trecho Ana Rosa–Oratório. Por falta de financiamento (causado pelo endividamento da Cia. do Metropolitano), as obras não saíram do papel até o início da década de 2000. Ainda assim, a Cia. manteve os contratos por meio de aditivos mais tarde considerados irregulares pelo Tribunal de Contas do Estado de São Paulo.
O projeto da estação foi retomado apenas em 2001, quando foi rebatizada como Chácara Klabin pelo governo do estado e acabou sendo reprojetada para ser subterrânea e terminal da Linha 5–Lilás. O projeto de expansão de cinco quilômetros entre Ana Rosa e Sacomã (incluindo a Estação Chácara Klabin) foi estimado em um bilhão de reais. As obras da estação, prevendo espaço para a futura Linha 5, foram iniciadas em junho de 2004 e tinham 23 meses como prazo para conclusão. As obras foram concluídas em 9 de maio de 2006, com um mês de atraso, e a estação foi inaugurada pelo governador Cláudio Lembo.

### Estação da Linha 5

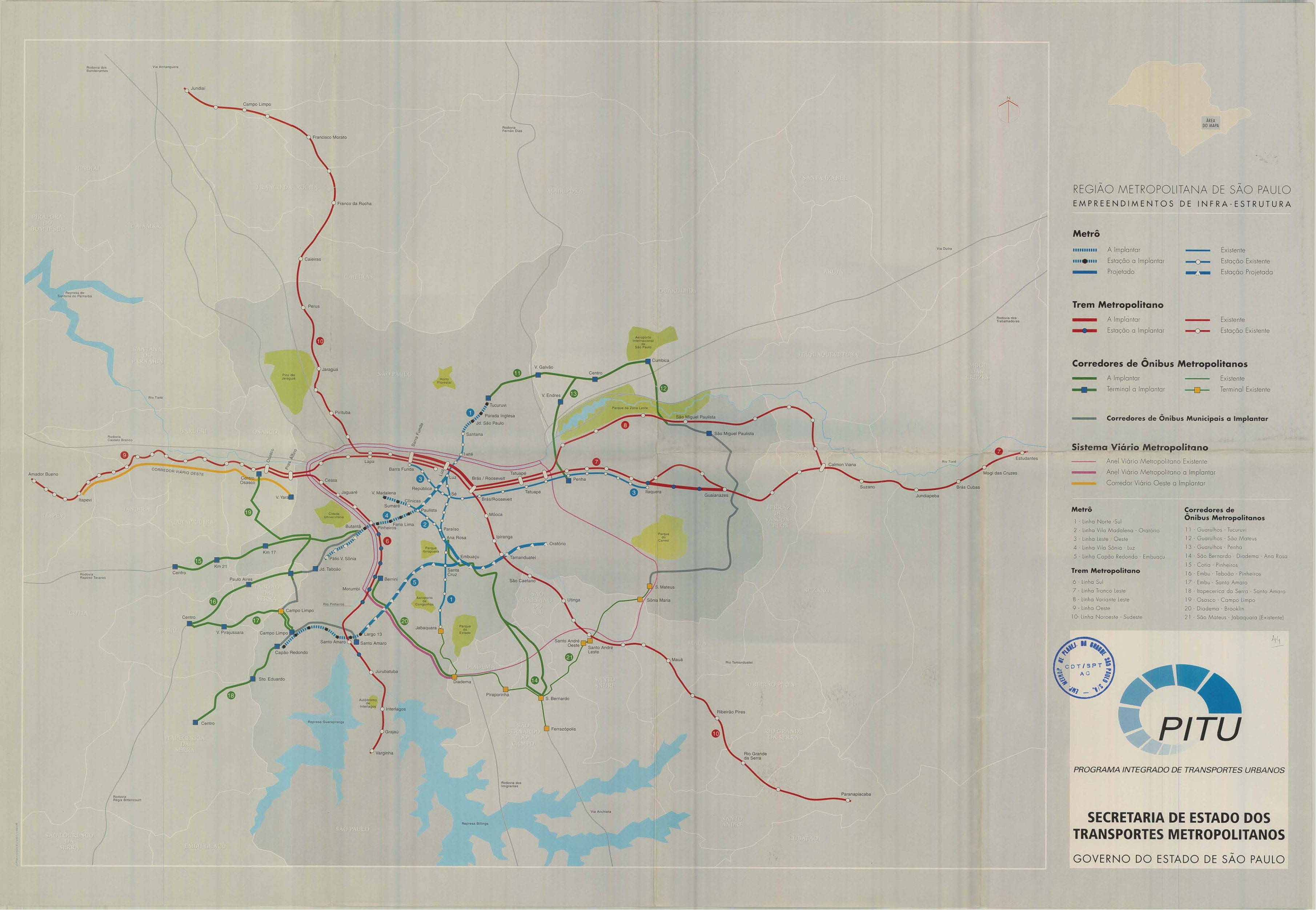
Mapa do transporte metropolitano de São Paulo, 1995. A Estação Embuaçu apareceu pela primeira vez como terminal da Linha 5 (Capão Redondo-Embuaçu)

Após apresentar o projeto da quarta linha de metrô para São Paulo em 1990, a Cia. do Metropolitano inicialmente definiu seus terminais entre a Capela do Socorro e o Paraíso. Em 1995, foi publicado o Programa Integrado de Transportes Urbano (PITU) prevendo, entre outros projetos, a construção da Linha 5 do Metrô entre o Capão Redondo e a futura Estação Embuaçu, com transferência para a Linha 2.
O projeto da Estação Embuaçu foi idealizado para ser executado até 2002, quando a Linha 5 deveria ter sido inaugurada. O projeto causou protestos de moradores, após a divulgação das desapropriações, em áreas tombadas pela prefeitura. Apesar dos protestos e petições de alteração do traçado, o projeto foi mantido.
Por falta de recursos, as obras da estação, rebatizada Chácara Klabin, da Linha 5 ficaram paralisadas até 2009, quando a Cia. do Metropolitano realizou a primeira licitação das obras. Antes da divulgação do resultado oficial da licitação, o jornalista da Folha de S.Paulo Ricardo Feltrin registrou em cartório o resultado da licitação, que se revelou exatamente o mesmo divulgado oficialmente pela Cia. do Metropolitano meses mais tarde. A Cia. do Metropolitano e o Ministério Público realizaram investigações sobre um suposto conluio entre as empresas construtoras. Assim, as obras da estação foram iniciadas apenas em julho de 2011.
A Estação Chácara Klabin da Linha 5 foi inaugurada em 28 de setembro de 2018.

## Informações gerais

### Características da estação da Linha 2–Verde
Estação subterrânea com plataforma central e estrutura em concreto aparente.

### Características da estação da Linha 5–Lilás

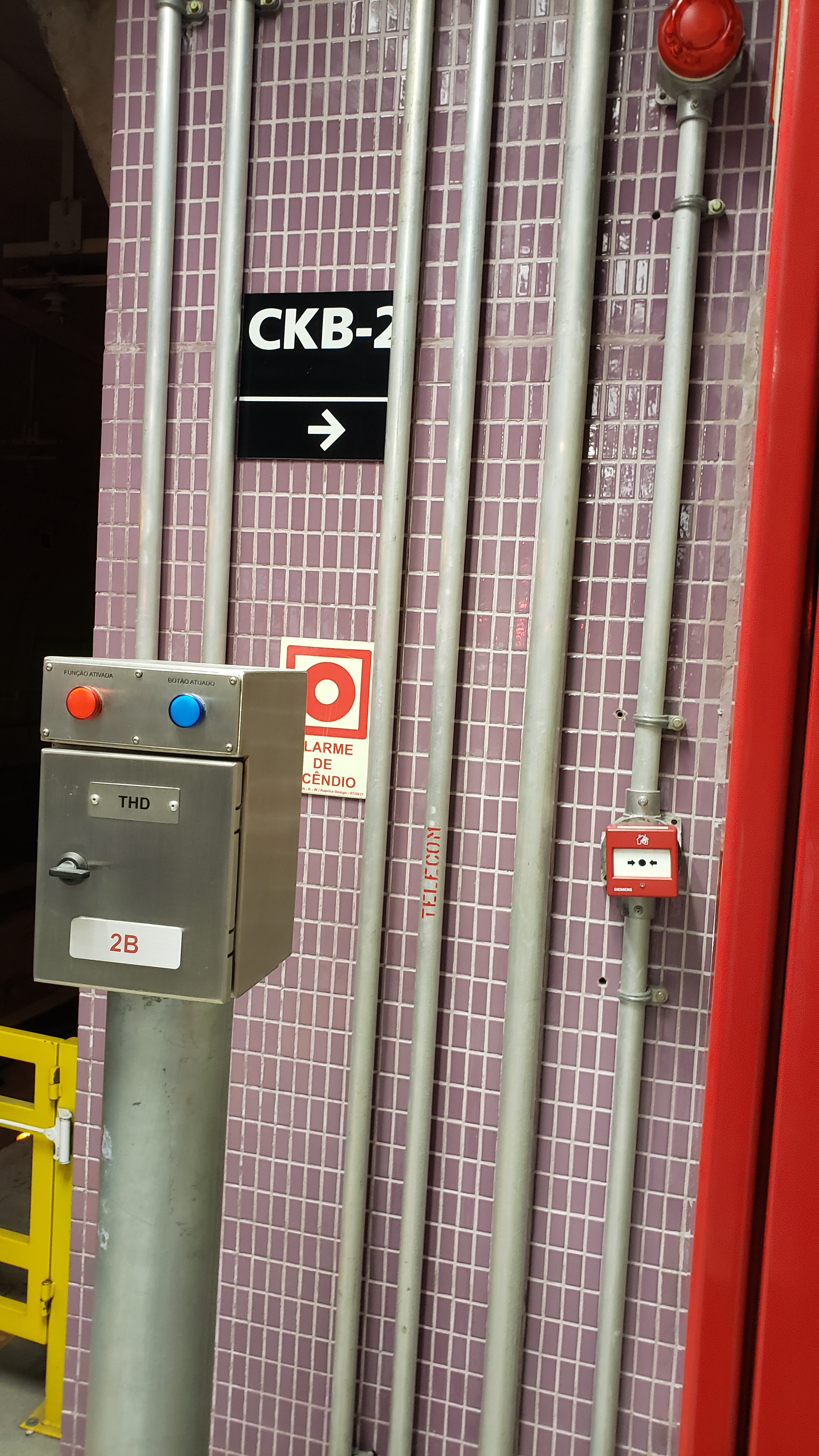
A estação da Linha 5, ao contrário de sua homônima na Linha 2, tem acabamento somente na cor da linha (lilás)

Estação subterrânea executada em vala a céu aberto (VCA), com estrutura em concreto aparente e cobertura do acesso principal com cúpula de aço e vidro, para iluminação natural. Conta com um acesso, com escadas rolantes nos dois sentidos e elevadores para pessoas com deficiência e mobilidade reduzida. Possui mezanino com bilheterias e distribuição de passageiros, além de duas plataformas laterais.

## Obras de arte
- "Totem Florafauna" (painel), Marcos Lopes, pintura automotiva sobre chapas de alumínio (2009), esmalte semi-brilho e chapas de alumínio (6,80 m x 3,00 m), instalado no acesso à plataforma da Linha 2-Verde.[23]

## Tabelas
| Linha   | Terminais                      | Estações | Principais destinos | Intervalo mínimo entre trens (s) | Funcionamento                                                         |
| ------- | ------------------------------ | -------- | --- | -------------------------------- | --------------------------------------------------------------------- |
| 2 Verde | Vila Madalena ↔ Vila Prudente  | 14       | Vila Madalena, Clínicas, Bela Vista, Paraíso, Vila Mariana, Cursino, Ipiranga, Vila Prudente                                                   | 137                              | Diariamente, das 4h40 à 0h24; aos sábados, até a 1 hora de domingo    |
| 5 Lilás | Capão Redondo ↔ Chácara Klabin | 17       | Vila Mariana, Vila Clementino, Ibirapuera, Moema, Indianópolis, Campo Belo, Brooklin, Santo Amaro, Jardim São Luís, Campo Limpo, Capão Redondo | 75 (projetado) 165 (atual)       | Diariamente, das 4h40 à 0 hora; aos sábados, até a 1 hora de domingo. |

### Linha 2–Verde

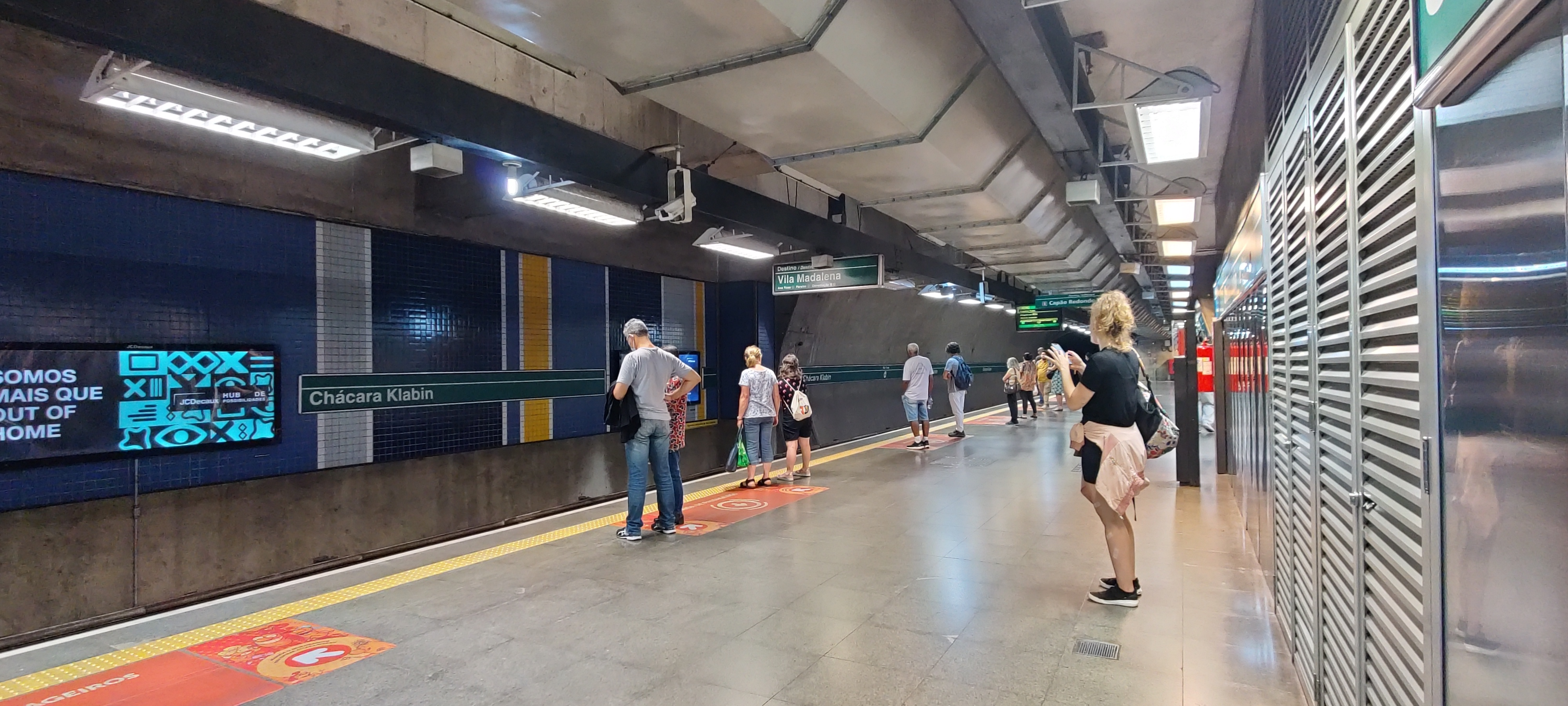
Plataforma da estação da Linha 2-Verde

| Sigla | Estação        | Inauguração       | Capacidade                   | Integração                              | Plataformas | Posição     | Notas                                                           |
| ----- | -------------- | ----------------- | ---------------------------- | --------------------------------------- | ----------- | ----------- | --------------------------------------------------------------- |
| CKB   | Chácara Klabin | 9 de maio de 2006 | 10 mil passageiros hora/pico | Linha 5–Lilás, Bilhete Único da SPTrans | Central     | Subterrânea | Estação com plataforma central e estrutura de concreto aparente |

### Linha 5–Lilás

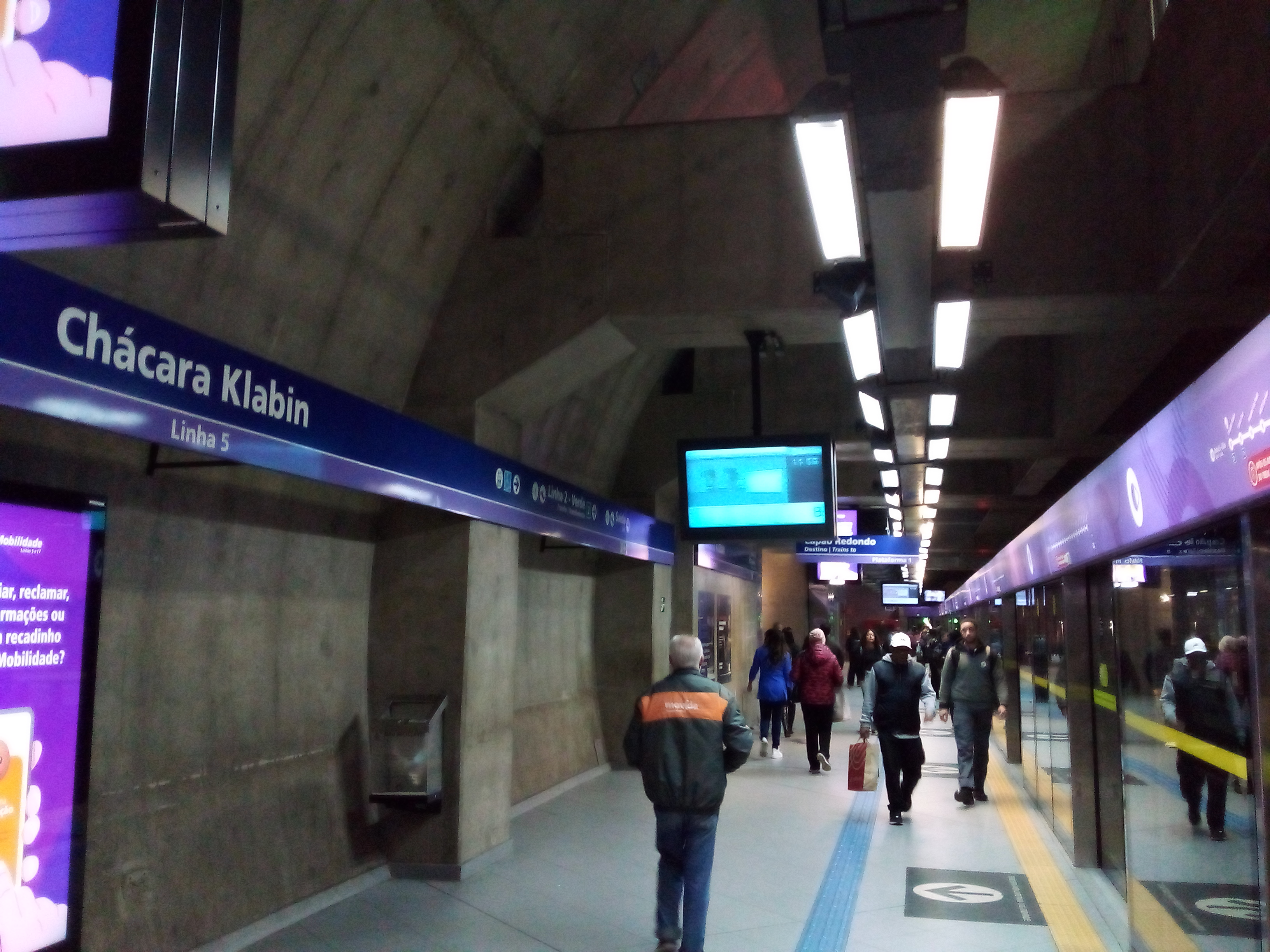
Plataforma da estação da Linha 5-Lilás

| Sigla | Estação        | Inauguração            | Capacidade                   | Integração                              | Plataformas | Posição     | Notas                                                             |
| ----- | -------------- | ---------------------- | ---------------------------- | --------------------------------------- | ----------- | ----------- | ----------------------------------------------------------------- |
| CKB   | Chácara Klabin | 28 de setembro de 2018 | 10 mil passageiros hora/pico | Linha 2–Verde, Bilhete Único da SPTrans | Laterais    | Subterrânea | Estação com plataformas laterais e estrutura de concreto aparente |